# 김태성 (쇼트트랙 선수)
김태성(2001년 10월 13일~)은 대한민국의 쇼트트랙 선수이다.

## 경력
서울성일초등학교, 동북중학교, 동북고등학교, 단국대학교를 졸업했다. 
2019년 1월 캐나다 몬트리올에서 열린 세계 주니어 선수권 대회에 참가하여 500m 종목에서 중국의 쑨룽과 이탈리아의 피에트로 시겔을 꺾고 금메달을 획득했다. 또한 1000m 종목에도 출전하여 대표팀 동료인 정호경의 뒤를 이어 은메달을 획득했다. 이듬해인 2020년 1월에는 이탈리아 보르미오에서 열린 세계 주니어 선수권 대회에 참가했고 1500m 종목에서 대표팀 동료 안현준과 중국의 장톈이를 꺾으며 금메달을 획득했다. 김태성은 계주 종목에도 참가하여 대한민국팀의 우승에 기여했다.
2022년에 대한민국 국가대표로 합류했으며 그 해 10월 몬트리올에서 열린 쇼트트랙 월드컵 1차 대회에 참가하여 성인 국제 대회에 데뷔했다. 그는 12월에 카자흐스탄 알마티에서 열린 3차 월드컵 500m 종목에서 카자흐스탄의 데니스 니키샤와 대표팀 동료인 장성우를 꺾고 국제 성인 대회 첫 금메달을 획득했다.